# Операция «Боливар»

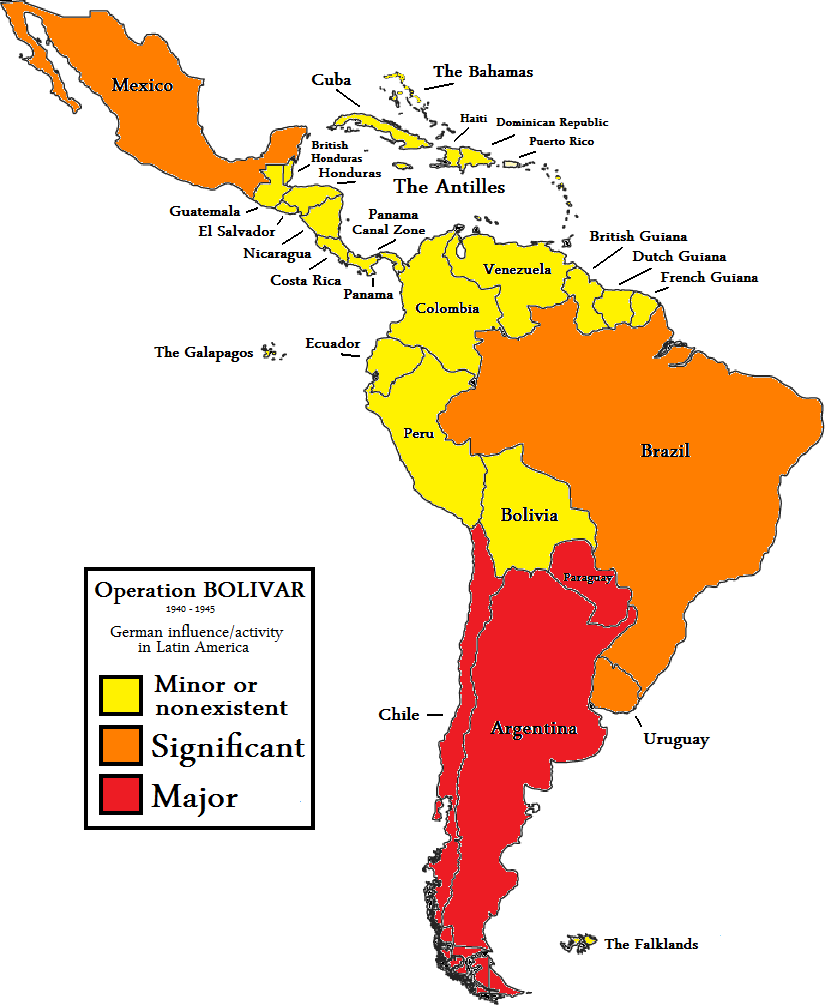
Операция «Боливар» во время Второй мировой войны.

Операция Боливар (нем. Unternehmen Bolivar) — кодовое название операции нацистской Германии по развертыванию разведывательных сетей в Латинской Америке во время Второй мировой войны.
В целом, немцам удалось создать секретную сеть радиосвязи со своей контрольной станции в Аргентине, а также курьерскую систему, предполагающую использование испанских торговых судов для отправки разведданных в бумажном виде.

## Ход операции

### Начальная фаза

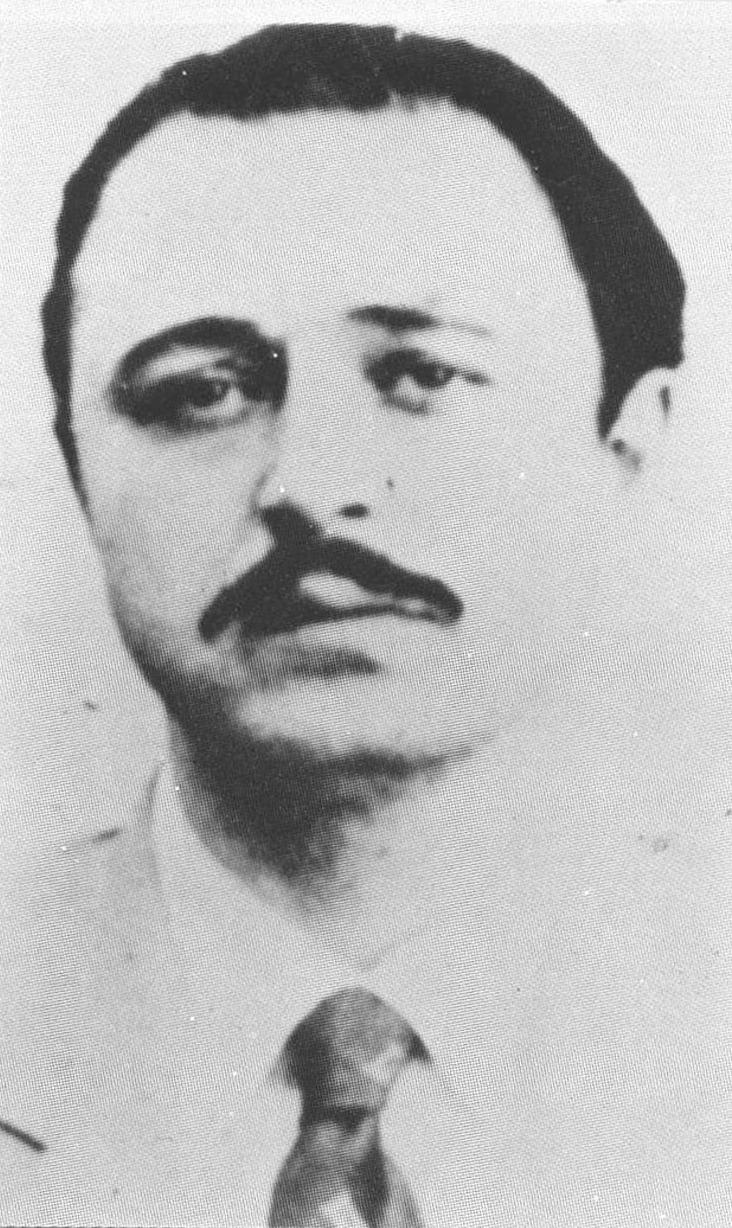
Йоханнес Зигфрид Беккер

Йоханнес Зигфрид Беккер (кодовое имя: Сарго) был главной фигурой операции и человеком, лично ответственным за организацию большей части сбора разведданных в Латинской Америке. Беккера сначала отправили в Буэнос-Айрес в мае 1940 года с приказом организовать саботаж вместе со своим партнером Хайнцем Ланге (Янсен), который вскоре также прибыл в страну. После протестов посольства Германии в Аргентине в августе 1940 года цель операции была изменена на исключительно шпионскую. Вскоре аргентинские власти обнаружили Беккера и Ланге, поэтому они перенесли свои операции в Бразилию, где они встретились с Густавом Альбрехтом Энгельсом (Альфредо), другим немецким шпионом и владельцем General Electric Company в Крефельде. Первоначально Энгельс был завербован Абвером в 1939 году для сбора и передачи разведданных, связанных с экономикой, из Западного полушария в Германию. Энгельс основал радиостанцию в Сан-Паулу и использовал радиопередатчик, принадлежащий его электрической компании, для передачи информации, полученной агентами как в Бразилии, так и в США. Когда Беккер прибыл в Сан-Паулу, он преобразовал операцию Энгельса в организацию, которая сообщала о всей информации, представляющей интерес для немецкой разведки. Это означало, что, помимо сбора информации, связанной с экономикой, агенты собирали информацию о судоходстве, военном производстве, передвижениях войск США, а также о политических и военных делах в Бразилии. 

### Аргентина
Значительная шпионская деятельность Германии в Бразилии закончилась в марте 1942 года, когда бразильские власти арестовали всех подозреваемых вражеских агентов. Беккера не было в стране, он вернулся в Германию для встречи со своим начальством. В это время Беккер был назначен ответственным за всю немецкую шпионскую деятельность в Южной Америке, которая была сосредоточена вокруг радиосвязи, и ему было приказано сделать Буэнос-Айрес своей контрольной станцией для прямой связи с Берлином, одновременно открывая небольшие станции в других странах Южной Америки, которые передавали бы информацию на станцию управления. Хайнц Ланге, сбежавший из Бразилии в Парагвай перед арестами, организовал развед. сеть в Чили, и Джонни Хартмут (Гуапо), который также бежал из Бразилии, был отправлен организовывать сеть в Парагвае. Агент по имени Франц (Луна) был назначен ответственным за радиосеть, которая должна была быть создана.

### Парагвай
В феврале 1943 года Беккеру удалось вернуться в Аргентину на корабле, следовавшем из Испании в Буэнос-Айрес. Ланге, Хартмут и Франчек, которые отправили по воздуху один передатчик в Парагвай перед отъездом из Бразилии, установили временную станцию в Асунсьоне и восстановил контакт с Берлином. После получения приказов Беккера Франчек в мае 1943 года переехал на новый пункт управления в Буэнос-Айресе, Ланге отправился в Чили, а Хартмут остался в Парагвае. Беккер надеялся создать подпольные радиостанции в каждой южноамериканской республике, но добился успеха только в Парагвае, Чили и Аргентине.

### Бразилия
Группа Энгельса была не единственной, действующей в Бразилии. В 1941 году в стране начали действовать еще три подпольные радиостанции, каждая из которых обслуживала свою шпионскую сеть. В мае радиостанция "LIR" в Рио-де-Жанейро начала поддерживать связь с "MAX" в Германии. Группа "LIRMAX", как ее называли, в конечном итоге расширилась, чтобы работать в Бразилии и Аргентине, Уругвае, и Эквадоре. Она была сосредоточена на коммерческой информационной службе, Informadora Rapida Limitada (RITA), которой руководил Герберт О. Дж. Мюллер (Принц). Радиостанцией руководил Фридрих Кемпер (Кёниг).
Были и другие совпадения в кадровом составе, поскольку обе группы активно сотрудничали друг с другом. Несколько сотрудников компании Wille были замешаны в шпионской сети с центром на станции КПН за Ресифи. Группа CIT начала операции в июне 1941 года, но действовала только в Бразилии. Третья меньшая группа, состоящая из двух агентов, Фрица Ноака и Герберта Винтерштейна, находилась между Сантос и Рио-де-Жанейро. Он сообщался с немецкой станцией ОРС, но функционировал только с сентября 1941 по январь 1942 года. Он также не был связан с группами CELALD-LIRMAX-CIT.

### Чили
Когда Ланге отправился в Чили, там уже действовала агентурная организация и радиостанция, поэтому Ланге включился в нее в качестве независимого оператора со своими собственными источниками. Станция, использующая позывной PYL для связи с REW в Германии, была создана в апреле или мае 1941 года, по-видимому, Людвигом фон Боленом и Фридрихом фон Шульцем Хаусманом (Казеро). К февралю 1942 года поступали отчеты от агентов в Чили, Перу, Колумбии, Эквадоре, Гватемале, Мексике и Соединенных Штатах. Основными фигурами в организации были фон Болен в Сантьяго, Бруно Диттман (Динтерин), фактический глава сети, в Вальпараисо, Фридрих фон Шульц Хаусман в Буэнос-Айресе и Джордж Николаус (Макс) в Мексике. Связь сети PYLREW с операцией "Боливар" была раскрыта благодаря перехвату, особенно в июле 1941 года, когда фон Болену было поручено по радио связаться с фон Хейером в Рио-де-Жанейро, чтобы получить поставку секретных чернил и проявителей, которые фон Болен заказал из Германии.
Центром организации PYLREW была Морская транспортная компания ("КОТРАС"), ранее являвшаяся филиалом Norddeutscher Lloyd. Фон Шульц Хаусман был менеджером судоходного агентства Norddeutscher Lloyd в Чили до переезда в Аргентину, и его сменил на этой работе Диттман. Другими сотрудниками PYLREW, которые были связаны с Norddeutscher Lloyd, были Ханс Блюм (Флор), радиотехник в PYL, и Генрих Райнерс (Том), который работал на Norddeutscher Lloyd в Панаме до открытия офиса морских перевозок в Вальпараисо. Сестра Райнерса была замужем за Блюмом, а жена Райнерса стала добычей агентов сети.
В результате информации, собранной американскими контрразведывательными службами и переданной чилийскому правительству Государственным департаментом, осенью 1942 года был арестован ряд наиболее активных агентов чилийской группировки. Сбежало достаточно людей, чтобы позволить фон Болену восстановить другую сеть, известную как группа PQZ. Когда фон Болен вернулся в Германию в конце 1943 года, его группа была достаточно хорошо организована, чтобы он мог оставить ее, а также крупную сумму денег и оборудования в руках Бернардо Тиммермана, который действовал до своего ареста в феврале 1944 года. Когда Тиммерман был арестован, шпионские сети в Чили были обнаружены, но опять же некоторым немцам удалось бежать в Аргентину, где они продолжили свою деятельность.

### Мексика
Георг Николаус был главой шпионской сети в Мексике до своего ареста весной 1942 года. Компетентный человек, который с отличием служил в немецкой армии во время Первой мировой войны, провел много лет в Колумбии и вернулся в Германию в ноябре 1938 года. В январе 1939 года он был переведен в Heer и направлен в штаб-квартиру абвера в Ганновере. В конце 1939 года, перед началом операции "Боливар", Николаус был отправлен в Мексику для создания там шпионской сети.
В период с 1940 по 1942 год Николаус организовал разветвленную сеть, которая поддерживала контакты с другими шпионскими группами в Южной Америке и пыталась получить информацию из США. Хотя технические данные из американских публикаций были извлечены или сфотографированы, а некоторая общая информация получена от контактов в Соединенных Штатах, нет никаких доказательств того, что Николаусу удалось получить какие-либо жизненно важные военные секреты. Ему удалось оставить ядро организации, которая смогла поддерживать некоторую деятельность на протяжении всей войны, хотя это не имело большой ценности для военных действий Германии, за исключением того, что оно отвлекало внимание контрразведывательных органов союзников.

### Куба
Шпионская деятельность Германии на Кубе была незначительной, несмотря на важность страны для военных усилий союзников, и была ликвидирована силами контрразведки союзников до того, как она смогла стать эффективной частью сети Боливара. Для создания подпольной радиостанции на Кубе абвер направил Хайнца Люнинга в Гавану. Люнинг был некомпетентным шпионом, потому что не смог овладеть основами шпионажа. Например, ему так и не удалось наладить правильную работу своего радио, он не понимал, как использовать секретные чернила, которыми его снабдили, и он пропустил ящики для хранения.
Несмотря на его некомпетентность, после его преждевременного ареста в августе 1942 года официальные лица союзников, включая президента Фульхенсио Батисту, генерала Мануэля Бенитеса, Джона Эдгара Гувера и Нельсона Рокфеллера, попытались сфабриковать связь между Люнингом и немецкими подводными лодками, действующими в Карибском бассейне, утверждая, что он поддерживал с ними связь по радио, чтобы предоставить общественности объяснение их неудач на ранних этапах кампании подводных лодок. Соответственно, официальные лица союзников возвысили важность Люнинга до уровня "мастера-шпиона", но нет никаких доказательств того, что он когда-либо сталкивался с какой-либо важной информацией во время своего пребывания на Кубе. Люнинг был признан виновным в шпионаже и казнен на Кубе в ноябре 1942 года, став единственным немецким шпионом, казненным в Латинской Америке во время Второй мировой войны.

### Окончание операции
Первая тайная информация, переданная из Аргентины в Германию, касалась финансов, организации южноамериканской сети, аргентинской политики и создания курьерской службы между Аргентиной и Испанией с использованием членов экипажа на борту испанских торговых судов. Как только сеть заработала на полную мощность, объем трафика увеличился до пятнадцати сообщений в день. В январе 1944 года аргентинское правительство арестовало нескольких немецких и испанских агентов, а Беккер и Франчек были вынуждены скрываться. Связь между Аргентиной и Германией была прервана примерно на месяц. Когда связь была восстановлена, Беккер попросил у Берлина радиооборудование, деньги и секретные чернильные материалы. Результатом этого запроса стала операция "Джолле", которая в конечном итоге превратилась в миссию не только по пополнению сети Беккера в Южной Америке, но и по созданию дополнительных подпольных радиостанций в Мексике, Соединенных Штатах и Центральная Америка, которая передавала информацию в Германию через южноамериканскую сеть.
План состоял в том, чтобы нанять двух агентов по имени Хансен (Кожиба) и Шроэлл (Valiente) доставить припасы в Буэнос-Айрес на корабле, а затем отправиться в Мексику, где они построят передатчик для связи со станцией управления в Аргентине. Из Мексики Шроэлл отправился на Юго-запад Соединенных Штатов, где он должен был найти работу на военном заводе, а затем отправить собранную информацию Хансену в Мексику. Кроме того, Шроэлл и Хансен должны были вербовать новых людей для расширения сети в странах Центральной Америки. Разведка союзников узнала об этом плане благодаря перехватам, поэтому в августе 1944 года, вскоре после прибытия Хансена и Шроелла в страну, аргентинские власти арестовали большинство немецких агентов, что навсегда положило конец всей эффективной шпионской деятельности Отдела VID 4 в Западном полушарии. Немцы, которым удалось спастись, продолжали проводить мелкие шпионские операции в Латинской Америке до конца войны в 1945 году, но объем тайного радиообмена больше никогда не возвращался к прежнему уровню.